# Фултон, Кристиан
Кристиан Майкл Шоу Фултон (англ. Kristian Michael Shaw Fulton; 3 сентября 1998, Новый Орлеан, Луизиана) — профессиональный американский футболист, корнербек клуба НФЛ «Теннесси Тайтенс». На студенческом уровне выступал за команду университета штата Луизиана. Победитель плей-офф национального чемпионата 2019 года. На драфте НФЛ 2020 года был выбран во втором раунде.

## Биография
Кристиан Фултон родился 3 сентября 1998 года в Новом Орлеане. Учился в старшей школе имени архиепископа Джозефа Руммела, играл в составе её футбольной команды. Дважды, в 2014 и 2015 годах, он признавался лучшим защитником в Луизиане. В 2016 году принимал участие в матче всех звёзд школьного футбола. На момент окончанися школы занимал третье место в рейтинге лучших молодых корнербеков по версии ESPN, был лидером рейтинга игроков штата по версиям Rivals и 247Sports.

### Любительская карьера
После окончания школы Фултон поступил в университет штата Луизиана. В сезоне 2016 года он сыграл за команду в трёх матчах, сделав два захвата. В 2017 году он был отстранён от игр команды за нарушение антидопинговой политики NCAA и участвовал только в тренироворочной работе. Начиная с 2018 года, Фултон стал одним из стартовых корнербеков «Тайгерс». Его тандем с Гриди Уильямсом был одной из лучших пар корнербеков в NCAA. В турнире 2018 года он сыграл в десяти матчах.
В 2019 году Фултон играл в паре с новичком Дереком Стингли и вместе с командой стал победителем плей-офф национального чемпионата. Проведя в стартовом составе все пятнадцать игр, он сделал 38 захватов и перехват. По итогам сезона его включили в состав второй сборной звёзд конференции SEC.

#### Статистика выступлений в NCAA
| Сезон | Команда     | Игры | Захваты | Захваты | Захваты | Захваты | Захваты | Перехваты | Перехваты | Перехваты | Перехваты | Перехваты | Фамблы | Фамблы | Фамблы | Фамблы |
| Сезон | Команда     | Игры | Solo    | Ast     | Tot     | Loss    | Sk      | Int       | Yds       | Y/R       | TD        | PD        | FR     | Yds    | TD     | FF     |
| ----- | ----------- | ---- | ------- | ------- | ------- | ------- | ------- | --------- | --------- | --------- | --------- | --------- | ------ | ------ | ------ | ------ |
| 2016  | ЛСЮ Тайгерс | 3    | 1       | 1       | 2       | 0,0     | 0,0     | 0         | 0         | 0,0       | 0         | 0         | 0      | 0      | 0      | 0      |
| 2017  | ЛСЮ Тайгерс | —    | —       | —       | —       | —       | —       | —         | —         | —         | —         | —         | —      | —      | —      | —      |
| 2018  | ЛСЮ Тайгерс | 10   | 13      | 3       | 16      | 1,0     | 0,0     | 1         | 0         | 0,0       | 0         | 6         | 0      | 0      | 0      | 1      |
| 2019  | ЛСЮ Тайгерс | 15   | 28      | 10      | 38      | 1,0     | 0,0     | 1         | 0         | 0,0       | 0         | 14        | 0      | 0      | 0      | 0      |
| Всего | Всего       | 28   | 42      | 14      | 56      | 2,0     | 0,0     | 2         | 0         | 0,0       | 0         | 20        | 0      | 0      | 0      | 1      |

### Профессиональная карьера
Перед драфтом НФЛ 2020 года аналитик сайта Bleacher Report Мэтт Миллер выделял лидерские качества и игровой интеллект Фултона, его надёжность на захватах, способность полностью перекрывать зону для коротких передач, высокую скорость, эффективность как в персональном, так и зонном прикрытии. Среди возможных проблем игрока назывались последствия травмы голеностопа, недостаточная подвижность и эпизод с подменой допинг-пробы во время выступлений за университетскую команду.
На драфте Фултон был выбран «Теннесси Тайтенс» во втором раунде под общим 61 номером. В июле 2020 года он подписал с клубом четырёхлетний контракт на общую сумму 5,33 млн долларов. В своём дебютном сезоне из-за травмы он смог принять участие только в шести матчах, два из них начал в стартовом составе. В 2021 году Фултон стал одним из лучших защитников Теннесси. В тринадцати матчах регулярного чемпионата он сделал 40 захватов и два перехвата, пасовый рейтинг квотербеков соперника при бросках в его зону ответственности составил 71,3. Издание Pro Football Focus при этом поставило его только на 30 место среди корнербеков, включив игрока в категорию перспективных.

#### Статистика выступлений в НФЛ

##### Регулярный чемпионат
| Сезон | Команда          | Игры | Захваты | Захваты | Захваты | Захваты | Захваты | Перехваты | Перехваты | Перехваты | Перехваты | Перехваты | Фамблы | Фамблы | Фамблы | Фамблы |
| Сезон | Команда          | Игры | Solo    | Ast     | Tot     | Loss    | Sk      | Int       | Yds       | Y/R       | TD        | PD        | FR     | Yds    | TD     | FF     |
| ----- | ---------------- | ---- | ------- | ------- | ------- | ------- | ------- | --------- | --------- | --------- | --------- | --------- | ------ | ------ | ------ | ------ |
| 2020  | Теннесси Тайтенс | 6    | 14      | 2       | 16      | 1       | 1,0     | 1         | 44        | 44,0      | 0         | 1         | 0      | 0      | 0      | 0      |
| 2021  | Теннесси Тайтенс | 13   | 30      | 10      | 40      | 0       | 0,0     | 2         | 13        | 6,5       | 0         | 14        | 0      | 0      | 0      | 0      |
| Всего | Всего            | 19   | 44      | 12      | 56      | 1       | 1,0     | 3         | 57        | 19,0      | 0         | 15        | 0      | 0      | 0      | 0      |

##### Плей-офф
| Сезон | Команда          | Игры | Захваты | Захваты | Захваты | Захваты | Захваты | Перехваты | Перехваты | Перехваты | Перехваты | Перехваты | Фамблы | Фамблы | Фамблы | Фамблы |
| Сезон | Команда          | Игры | Solo    | Ast     | Tot     | Loss    | Sk      | Int       | Yds       | Y/R       | TD        | PD        | FR     | Yds    | TD     | FF     |
| ----- | ---------------- | ---- | ------- | ------- | ------- | ------- | ------- | --------- | --------- | --------- | --------- | --------- | ------ | ------ | ------ | ------ |
| 2020  | Теннесси Тайтенс | 1    | 0       | 0       | 0       | 0       | 0,0     | 0         | 0         | 0,0       | 0         | 0         | 0      | 0      | 0      | 0      |
| 2021  | Теннесси Тайтенс | 1    | 4       | 2       | 6       | 0       | 0,0     | 0         | 0         | 0,0       | 0         | 0         | 0      | 0      | 0      | 0      |
| Всего | Всего            | 2    | 4       | 2       | 6       | 0       | 0,0     | 0         | 0         | 0,0       | 0         | 0         | 0      | 0      | 0      | 0      |